# Bataille de Saint-Gervais
Guerre de Vendée
Batailles
La bataille de Saint-Gervais se déroule le 15 avril 1793 lors de la première guerre de Vendée.

## Prélude
Le 12 avril, les forces républicaines du général Henri de Boulard entrent dans Challans sans rencontrer de résistance,. Le 13, les Vendéens menés par Charette et Joly tentent de reprendre la ville, mais sont repoussés,. Le 14, afin de se rapprocher de l'Île de Noirmoutier, la colonne de Boulard gagne Beauvoir-sur-Mer, tandis que celle de son second, Esprit Baudry d'Asson, s'établit à Saint-Gervais,,. Le 15, les Vendéens attaquent Saint-Gervais.

## Forces en présence
L'armée républicaine du général Boulard compte alors 3 700 à 4 280 hommes, avec au moins quatre canons.
Les forces vendéennes sont commandées par Charette, du Chaffault et Guerry,. Joly, blessé, est probablement absent. Leurs effectifs varient selon les sources : le général Boulard estime le nombre des Vendéens à seulement 2 000, René Bittard des Portes à 7 000, les volontaires de Jarnac et Savary à 8 000,. Un prisonnier vendéen nommé Boursain, jugé par la commission militaire de Machecoul, affirme dans son interrogatoire que l'armée insurgée ne comptait que 1 500 hommes au combat de Saint-Gervais. Dans une lettre adressée à Bouin, le comité royaliste de Machecoul indique également que l'armée n'était pas entièrement réunie et que Charette fut obligé de lancer la bataille une heure avant l'arrivée de renforts menés par Guerry de la Fortinière. Les insurgés ne disposent également que d'une seule pièce d'artillerie : une petite couleuvrine montée sur une charrette.

## Déroulement
Le 14 avril et le matin du 15, Boulard effectue une reconnaissance à Beauvoir-sur-Mer pour s'assurer si le chemin menant à l'Île de Noirmoutier est praticable pour l'artillerie,. Mais les chemins boueux le convainquent qu'aucun passage ne sera praticable avant trois semaines ou un mois.
Le 15 avril, à neuf heures du matin ou midi, les Vendéens, divisés en trois colonnes, attaquent Saint-Gervais, tenu par la colonne de Baudry d'Asson. Charette attaque par le chemin de Machecoul, du Chaffault par celui de Palluau et Guerry par celui de Challans. Le premier choc s'engage en avant du bourg, au lieu appelé La Salle. Les différentes colonnes vendéennes ne parviennent pas à attaquer de manière coordonnée et sont repoussées les unes après les autres.
La colonne républicaine de Baudry d'Asson finit cependant par abandonner le bourg de Saint-Gervais aux insurgés, pour se redéployer sur la route de Beauvoir-sur-Mer, à l'ouest, où l'artillerie est mise en batterie,. Les tirs des canons républicains font fléchir le moral des Vendéens qui refluent. Boulard finit également par rejoindre Baudry d'Asson avec des renforts. Les républicains contre-attaquent avec les chasseurs du Midi et un bataillon de volontaires de Bordeaux mené directement par Boulard qui met en fuite les insurgés et reprend le bourg de Saint-Gervais,. Les Vendéens fuient en direction de Challans qu'ils traversent sans s'y arrêter,.

## Pertes

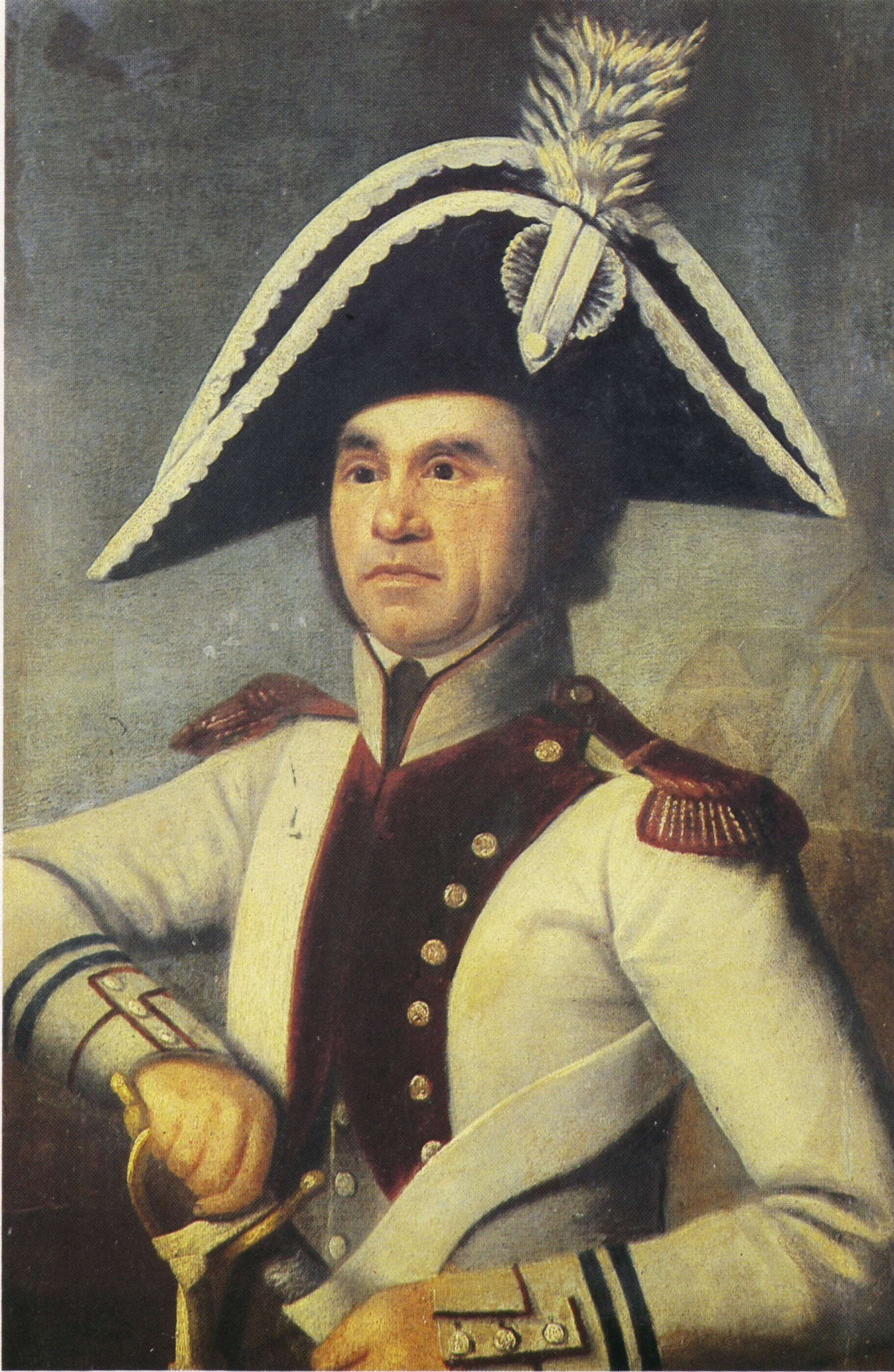
Gaston Bourdic

Le général Boulard estime que les insurgés ont perdu « beaucoup de monde », tandis que les pertes de la 2e division sont de deux tués et de dix blessés. Selon le rapport de Gallet, commissaire du département, les paysans laissent 80 morts et plusieurs prisonniers. Trois d'entre-eux, dont François Angibaud, chef des insurgés de Beauvoir-sur-Mer, sont condamnés à mort le 18 avril par la commission militaire des Sables et guillotinés deux jours plus tard. Bittard des Portes fait quant à lui état de 60 morts chez les Vendéens et Mercier du Rocher de 200. L'unique couleuvrine des Vendéens est capturée par les républicains. Un chef insurgé, le perruquier Gaston — de son vrai nom Gaston Bourdic ou Jean-François Gaston — à la tête des bandes de La Garnache, est capturé et exécuté sommairement,,. Deux prêtres trouvent également la mort lors du combat, dont Denogent, prêtre constitutionnel de Saint-Jean-de-Monts, tué par erreur par les républicains.

## Conséquences
Le général Boulard décide cependant d'abandonner son projet d'expédition sur l'île de Noirmoutier, ne l'estimant pas possible dans cette saison avec le peu de forces à sa disposition,,. Le 16 avril, il regagne Challans et y reste jusqu'au 20 sans être inquiété,.
Pressé par le représentant en mission Niou de prendre l'île de Noirmoutier, Boulard reçoit cependant des instructions contradictoires de la part du représentant Carra. Ce dernier, de concert avec le général d'Ayat, lui reproche d'avoir abandonné derrière lui La Mothe-Achard, où des insurgés ont à nouveau été signalés le 11 avril, et s'inquiète de son isolement et de son éloignement des Sables-d'Olonne, ainsi que de la distance qui le sépare désormais des forces de d'Ayat — 4 000 hommes à Fontenay-le-Comte, La Châtaigneraie et Sainte-Hermine — qui laisse tout l'espace entre leurs deux armées presque sans défenses. Boulard en informe Niou aux Sables, qui cède et lui demande de suivre les instructions de Carra.
Le 20 avril, Boulard quitte Challans pour réparer le pont de la Chaise, à Saint-Gilles-sur-Vie, qui avait été mis hors d'état par les Vendéens dans le but de couper son ravitaillement en vivres. Il poursuit ensuite sa retraite par Vairé et L'Aiguillon-sur-Vie, couche à Olonne-sur-Mer le 21 avril, et arrive à La Mothe-Achard le 22 avril, où son avant-garde met en fuite un poste vendéen.
Le 14 mai, la Convention nationale déclare, sur proposition de Gensonné, que l'armée de Boulard « a bien mérité de la patrie ».